# Maarten Bouwknecht
Maarten Bouwknecht (Groningen, 14 december 1994) is een Nederlands professioneel basketballer die speelt bij ZZ Leiden.

## Carrière
In 2013 werd Bouwknecht bij de eerste selectie van Donar gehaald, nadat hij al eerder in de onder 16, onder 18 en onder 20 teams van de club speelde.
In juni 2015 tekende Bouwknecht een 3-jarig contract bij SPM Shoeters Den Bosch. Sinds 2019 speelt Bouwknecht voor de Worchester Wolves, een basketbalteam in de British Basketbal League. In de zomer van 2021 keerde hij terug naar Nederland om in de Bnxt competitie te gaan spelen voor
ZZ Leiden. De kampioen van de DBL in 2021. Vlak nadat ZZ Leiden half juni 2022 als eerste team ooit de Bnxt titel won, verlengde Bouwknecht zijn contract met 2 seizoenen. In die finale wedstrijden om de Bnxt titel speelde hij overigens vanwege een knieblessure niet meer mee.
Begin juni 2024 een paar dagen na de Bnxt finalewedstrijden tussen Oostende en Leiden maakte Bouwknecht bekend te stoppen met 5x5 basketbal en zich volledig te gaan richten op het 3x3 basketbal.

## Erelijst
- Dutch Basketball League: 2014, 2023
- NBB-Beker: 2014, 2015, 2016, 2023
- Supercup: 2014, 2015, 2023
- BBL Cup: 2020
- Bnxt kampioen: 2021/2022, 2022/2023

- Most Valuable Player (MVP): 2015/16, 2016/17
- Most Improved Player: 2016/17

## Statistieken
| Seizoen   | Club             |                              | Competitie | Gemiddelden | Gemiddelden | Gemiddelden | Gemiddelden | Gemiddelden | Gemiddelden |
| Seizoen   | Club             | Pnt.                         | Competitie | Reb.        | Ass.        | Stl.        | Blk.        | Min.        |             |
| --------- | ---------------- | ---------------------------- | ---------- | ----------- | ----------- | ----------- | ----------- | ----------- | ----------- |
| 2013-2014 | Donar            | Vlag van Nederland           | DBL        | 1.19        | 0.4         | 0.8         | 0.5         | 0.1         | 6.3         |
| 2014-2015 | Donar            | Vlag van Nederland           | DBL        | 6.81        | 1.5         | 1.6         | 1.1         | 0.1         | 21.5        |
| 2015-2016 | SPM Shoeters     | Vlag van Nederland           | DBL        | 5.34        | 2.2         | 1.5         | 1.1         | 0.1         | 20.2        |
| 2016-2017 | SPM Shoeters     | Vlag van Nederland           | DBL        | 9.76        | 2.5         | 3.1         | 2.2         | 0.1         | 28.1        |
| 2017-2018 | SPM Shoeters     | Vlag van Nederland           | DBL        | 8.66        | 1.6         | 4.2         | 1.3         | 0.1         | 22.6        |
| 2018-2019 | SPM Shoeters     | Vlag van Nederland           | DBL        | 6.64        | 1.9         | 3.0         | 0.9         | 0.1         | 17.6        |
| 2019-2020 | Worcester Wolves | Vlag van Verenigd Koninkrijk | BBL        | 7.07        | 2.1         | 3.1         | 1.1         | 0.0         | 27.1        |
| 2020-2021 | Worcester Wolves | Vlag van Verenigd Koninkrijk | BBL        | 13.31       | 3.1         | 5.6         | 1.7         | 0.0         | 35.5        |

4 Slagter ·
5 Coleman ·
6 Van der Ark ·
7 Bouwknecht ·
8 Dourisseau ·
9 Osaikhwuwuomwan ·
11 Wright ·
12 Bekkering ·
13 Hof ·
14 Pryor ·
15 Koenis ·
21 Voorn ·
Coach: Skelin
· Assistent-coach: Mekel